# التعليم في كوبا
التعليم في كوبا كان نظامًا عالي التصنيف لسنوات عديدة. وقد تأسست جامعة هافانا في عام 1727 وهناك عدد من الكليات والجامعات جيدة التأسيس. وفي أعقاب ثورة عام 1959 أممت حكومة كاسترو جميع المؤسسات التعليمية، وأنشأت نظامًا تديره الحكومة. ولا تزال نفقات التعليم تحظى بأولوية عالية.

## التاريخ
استعمرت إسبانيا كوبا منذ أوائل القرن السادس عشر وحتى عام 1898، عندما منحت معاهدة باريس الجزيرة استقلالها بعد الحرب الإسبانية الأمريكية. وجامعة هافانا، التي تأسست عام 1727، هي أقدم جامعة في كوبا وواحدة من أقدم الجامعات في الأمريكيتين.
في عام 1900 بلغ معدل الإلمام بالقراءة والكتابة في كوبا 36.1% - وهو معدل مرتفع للغاية بالنسبة لأمريكا اللاتينية في ذلك الوقت. وبحلول أوائل القرن العشرين أصبح لدى كوبا نظام تعليمي قوي، لكن نصف أطفال البلاد فقط شاركوا فيه. وبقيت المدارس غير متاحة للكوبيين الأفقر، وذلك أدى إلى انخفاض معدل الإلمام بالقراءة والكتابة في المناطق الريفية مقارنة بالمدن. وجد تعداد عام 1953 أن 22% من الكوبيين الذين تزيد أعمارهم عن 15 عامًا كانوا أميين، وكان 60% من سكان البلاد شبه أميين لأن العديد من الكوبيين الريفيين حصلوا على تعليم الصف الثالث أو أقل.
كان التعليم العام في كوبا مجانيًا دائمًا. وبعد اجتياز الطلاب لامتحان القبول المطلوب في مسارهم الدراسي المحدد، كان الحضور إلى جامعة هافانا مجانيًا، باستثناء تكلفة الكتب. وبعد الثورة الكوبية في عامي 1958 و1959 صنفت الحكومة الجديدة إعادة بناء نظام التعليم على أسس أيديولوجية ماركسية كأولوية قصوى. كما وُضعت خمسة أهداف رئيسية واستخدمت لتأطير النظام التعليمي في كوبا. وأصبح العديد من الأطفال الذين يعيشون في المناطق الريفية البعيدة قادرين على الحصول على التعليم من قبل المعلمين الزائرين.
بعد إعادة الهيكلة الأساسية وإعادة فتح المدارس الكوبية، ركزت الحكومة الجديدة على مشكلة محو الأمية الضخمة. وبحلول أبريل عام 1959 جرى افتتاح 817 مركزًا لمحو الأمية، وللوصول إلى الجميع بشكل أكبر جرى إرسال المراهقين والمتطوعين الآخرين إلى الريف لتعليم زملائهم الكوبيين كيفية القراءة. وقد خدمت حملة محو الأمية غرضين:
- تثقيف كل كوبي وتعليمهم القراءة
- منح الذين يعيشون في المدينة فرصة لتجربة الحياة الريفية
أجرت حكومة كوبا الجديدة تغييرات كبيرة على نظام التعليم في وقت قصير، وبحلول عام 2000 كان 97٪  من الكوبيين الذين تتراوح أعمارهم بين 15 و24 عامًا متعلمين. وقد وفر محو الأمية للكوبيين الفقراء غير المتعلمين مكانة أفضل في البلاد والعالم. وكان التعليم أمرًا حيويًا للحكومة الجديدة. واعتقد القادة أنه لكي تكون كوبا قوية ولكي يكون المواطنون مشاركين نشطين في المجتمع يجب أن يتلقوا التعليم.
جرى تأميم الجامعات والمدارس الخاصة في عام 1961.

### مشاركة الإناث
جلبت الثورة الكوبية في عام 1959 العديد من التغييرات إلى البلاد، وخاصة بالنسبة للنساء. قبل الثورة كانت العديد من النساء يعشن كربات بيوت وبالنسبة للاتي كن بحاجة إلى العمل كانت الخيارات قليلة جدًا. وعملت العديد من النساء في المناطق الريفية في الزراعة، وبالنسبة للنساء في المدينة كان العمل كخادمة أو في الدعارة هو الخيار الوحيد. وتأسس اتحاد النساء الكوبيات (إف إم سي) في أغسطس عام 1960 تحت قيادة فيلما إسبين بهدف واضح لإشراك جميع النساء في الشؤون الكوبية. وبعد سنوات من الاستبعاد بدأت نساء كوبا بلعب دور نشط في الحكومة. وأراد اتحاد النساء الكوبيات أن يرى النساء منخرطات في القضايا الاجتماعية والسياسية والاقتصادية والثقافية التي تواجهها كوبا. وقد تطلب هذا بناء المدارس والبرامج لتقديم خدمات متعددة للمرأة الكوبية.
أطلقت الحكومة الكوبية حملة محو الأمية الكوبية لزيادة معدل الإلمام بالقراءة والكتابة في كوبا وبدء التواصل بين الريف والمدن. وذهب الطلاب والمتطوعون إلى المناطق الريفية لتعليم الناس القراءة وتقديم معلومات حول السياسة الكوبية الحالية. كما تلقت النساء الريفيات التعليم والتدريب المهني إذا اخترن ذلك، وهذا سمح لهن بالعمل خارج الزراعة. أما بالنسبة للنساء العاملات في الدعارة في المدن أنشأت الحكومة الجديدة برامج لإعادة تثقيفهن بمجرد قمع الدعارة في كوبا في عام 1961. وجرى إنشاء برامج منفصلة ولكنها مماثلة للخادمات، حيث تقدم التعليم والتدريب المهني جنبًا إلى جنب مع رعاية الأطفال والسكن المجاني.

### الجودة
أفادت دراسة أجرتها اليونسكو عام 1998 أن الطلاب الكوبيين أظهروا مستوى عالٍ من التحصيل التعليمي. وسجل طلاب الصف الثالث والرابع الكوبيون 350 نقطة، أي 100 نقطة أعلى من المتوسط الإقليمي في اختبارات المهارات الأساسية للغة والرياضيات. وأشار التقرير إلى أن إنجاز النصف الأدنى من الطلاب في الاختبارات كان أعلى بكثير من إنجاز النصف الأعلى من الطلاب في الاختبارات في بلدان أمريكا الوسطى والجنوبية الأخرى في مجموعة الدراسة.
أجريت الدراسة التي أعدتها اليونسكو عام 1998 في ذروة الكساد الاقتصادي؛ حيث جرى تقييد التنمية الاقتصادية في كوبا بشدة بسبب الحظر الأمريكي على كوبا. وتعد كوبا واحدة من أفقر البلدان في المنطقة وتفتقر إلى الموارد الأساسية ولكنها لا تزال تتصدر أمريكا اللاتينية في التعليم الابتدائي من حيث الاختبارات الموحدة.
على مدى السنوات الأربعين الماضية كان التعليم على رأس أولويات الحكومة الكوبية. ويبلغ إنفاق كوبا على التعليم 10٪ من الناتج المحلي الإجمالي.
واجه نظام التعليم الكوبي نقصًا في المعلمين في السنوات الأخيرة. ووفقًا لوزارة الخارجية الأمريكية «يتخلل التركيز على التلقين الإيديولوجي جميع مستويات النظام التعليمي الكوبي، ولكن يجري تطبيقه بشكل غير متساوٍ».

### التعليم الابتدائي والثانوي
الحضور إلى المدرسة إلزامي من سن 6 حتى سن 15 أو 16 (نهاية التعليم الثانوي الأساسي). ويرتدي جميع الطلاب، بغض النظر عن العمر أو الجنس، الزي المدرسي باللون الذي يدل على مستوى الصف. ويستمر التعليم الابتدائي لمدة ست سنوات. ويتكون من الصفوف من 1 حتى 6. وينقسم التعليم الثانوي إلى التعليم الثانوي الأساسي والتعليم الثانوي قبل الجامعي. ويعتمد المنهج الدراسي في المدارس الابتدائية والثانوية على مبادئ «العمل الجاد والانضباط الذاتي وحب الوطن». كما يتضمن منهج المدرسة الابتدائية الرقص والبستنة ودروسًا في الصحة والنظافة والتاريخ الثوري الكوبي. وفي نهاية التعليم الثانوي الأساسي يمكن للتلاميذ الاختيار بين التعليم قبل الجامعي والتعليم الفني والمهني. والذين يكملون التعليم قبل الجامعي يحصلون على شهادة البكالوريوس. ويؤدي التدريب الفني إلى مستويين من التأهيل - العامل الماهر والفني المتوسط. ويتيح إكمال هذه الدورة بنجاح الوصول إلى المعاهد التكنولوجية.
ومع ذلك، في العقد الأول من القرن الحادي والعشرين، أدت الأزمة الاقتصادية في البلاد والهجرة ورواتب المعلمين المنخفضة إلى نقص المعلمين في المدارس الابتدائية والثانوية في جميع أنحاء الجزيرة، مع نقص حاد في عدد الموظفين في المدارس. وكان هناك زيادة في الدروس الخصوصية والمدارس الخاصة التي تدرس اللغة الإنجليزية ومواد أخرى.

### الطلاب الدوليون
بالنسبة للطلاب الدوليين في كوبا تقدم المرافق التحضيرية دورات باللغة الإسبانية. خلال العام الدراسي 2000-2001 سمحت كوبا لنحو 905 طلاب أمريكيين بزيارة كوبا والدراسة. وفي عام 1999 جرى تنفيذ برنامج لجذب الطلاب لدراسة الطب في كوبا من خلفيات أقل امتيازًا في الولايات المتحدة وبريطانيا ودول أمريكا اللاتينية ومنطقة البحر الكاريبي وأفريقيا. وتستضيف كوبا حاليًا 3432 طالب طب من 23 دولة يدرسون في هافانا.
كما قدمت كوبا تعليمًا مدعومًا من الدولة للمواطنين الأجانب بموجب برامج محددة، بما في ذلك الطلاب الأمريكيون الذين تلقوا تدريبًا كأطباء في كلية الطب في أمريكا اللاتينية. ويوفر البرنامج منحًا دراسية كاملة، بما في ذلك الإقامة، ومن المفترض أن يعود خريجوه إلى الولايات المتحدة لتقديم رعاية صحية منخفضة التكلفة.